# Appleton (cráter)
Appleton es un cráter de impacto muy erosionado que se encuentra en el hemisferio norte  de la cara oculta de la Luna. Al noroeste están los cráteres Von Neumann y Campbel. El cráter Golovin, más pequeño, se halla al noreste, mientras que más al sudoeste se localiza el Mare Moscoviense.

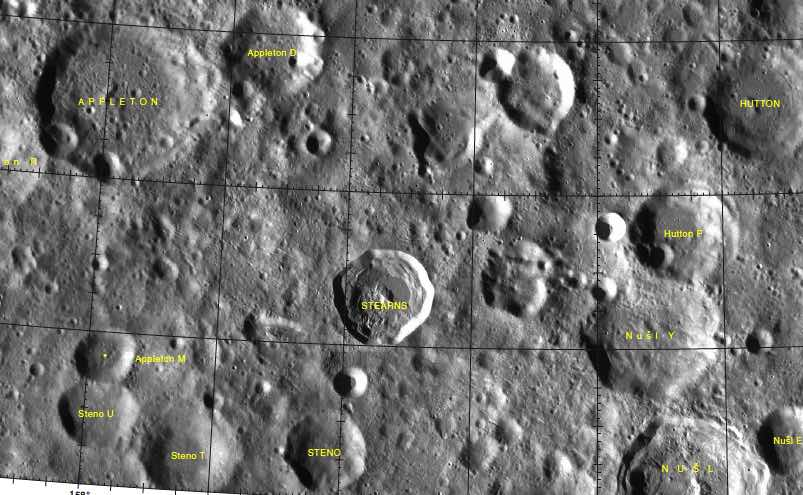
Entorno sureste de Appleton

La pared del cráter y el interior han sido fuertemente erosionados por muchos impactos posteriores, dejando las características huellas redondeadas e irregulares. Un par de cráteres se extiendan más allá del borde sudoeste, y dos pequeños cráteres más yacen a lo largo del borde oriental. El suelo interior es irregular y contiene muchos pequeños cráteres.
Appleton se encuentra entre un par de cráteres satélite que están situados en lados opuestos del borde, componiendo una formación triple. Appleton R se encuentra justo al oeste-suroeste, y contiene otro cráter justo en el interior de su borde norte. En el lado opuesto de Appleton está Appleton D, una formación de tamaño comparable a Appleton R.

## Cráteres satélite

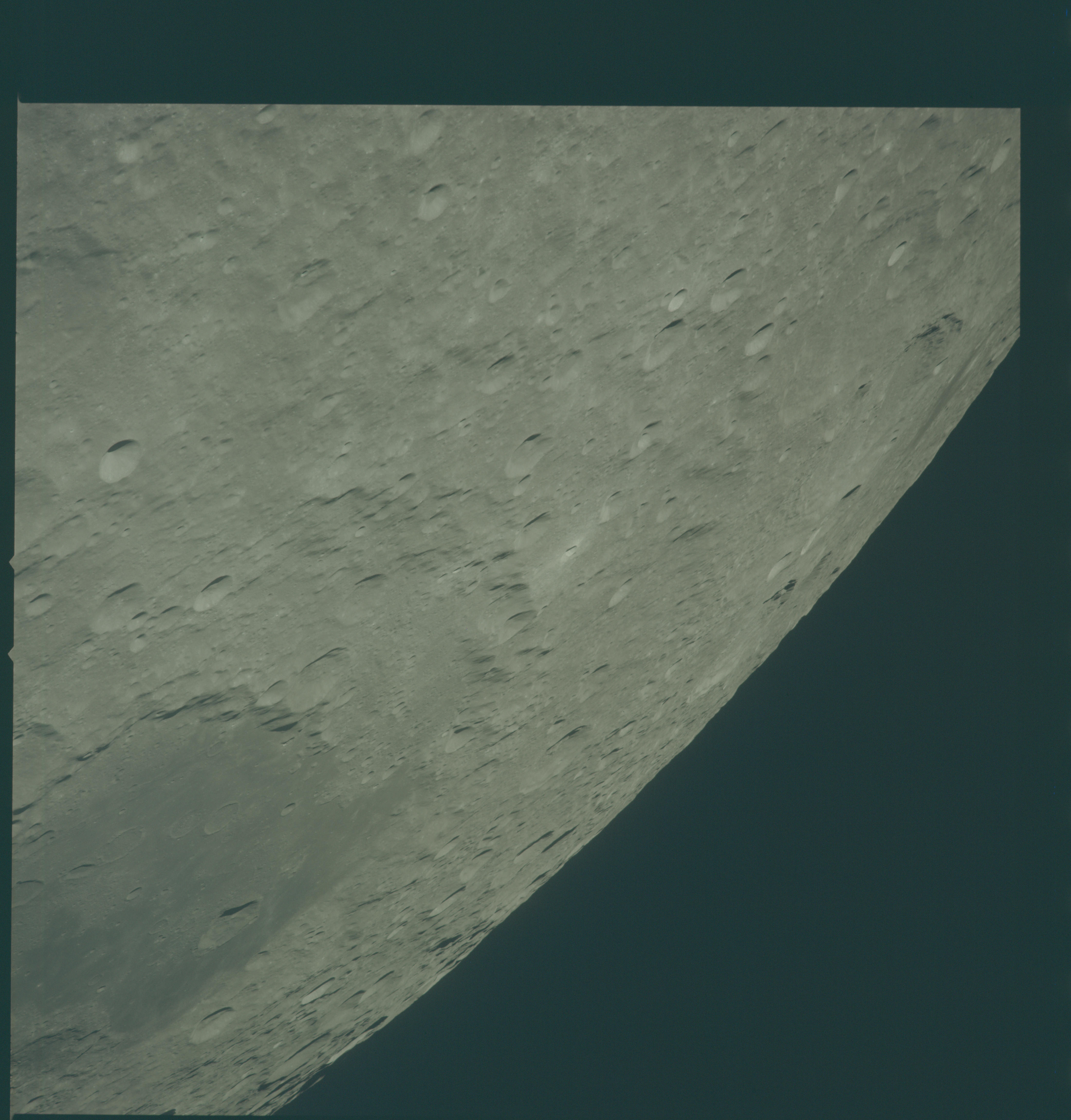
Entorno de Appleton (imagen Apolo 13)

Por convención estos elementos son identificados en los mapas lunares poniendo la letra en el lado del punto medio del cráter que está más cerca de Appleton.
|          | \| Appleton \| Coordenadas \| Diámetro \| \| -------- \| ------------------------------ \| -------- \| \| D \| 38°00′N 160°36′E / 38.0, 160.6 \| 37 km \| \| M \| 33°54′N 158°18′E / 33.9, 158.3 \| 21 km \| \| Q \| 34°18′N 155°18′E / 34.3, 155.3 \| 26 km \| \| R \| 36°12′N 156°12′E / 36.2, 156.2 \| 39 km \| |          |
| Appleton | Coordenadas | Diámetro |
| D        | 38°00′N 160°36′E / 38.0, 160.6 | 37 km    |
| M        | 33°54′N 158°18′E / 33.9, 158.3 | 21 km    |
| Q        | 34°18′N 155°18′E / 34.3, 155.3 | 26 km    |
| R        | 36°12′N 156°12′E / 36.2, 156.2 | 39 km    |